# 高見順日記
『高見順日記』（たかみじゅんにっき）は、作家高見順の代表的な著書で、昭和20年前後は今日まで重版されている。1941年（昭和16年）1月から書き始められた。
単行本初刊は各・生前の1959年に、1945年分をまとめた『敗戦日記』（文藝春秋新社）が、続編（1946年分）『完本・高見順日記　昭和二十一年篇』（凡書房新社）が出版された。
文庫判は『敗戦日記』（あとがき高見秋子。文春文庫、1981年、新装版1991年、中公文庫、2005年）と、続編『終戦日記』（文春文庫、1992年、ISBN 4-16-724907-3）がある。
作者は戦後しばらくして、再び丹念な日記を再開した。1960年から1963年8月26日までの日記が、没後に『高見順日記・わが文壇生活』で、『世界』1967年1月号から1968年1月号に連載された。のち知人の作家中村真一郎の編集により、1990-91年に新版で『高見順 闘病日記』（上・下。岩波書店同時代ライブラリー）と、続編『高見順文壇日記』（全1巻。同）が出版された。
病没する前年の1964年から66年にかけ『高見順日記』（勁草書房、1941-1951年分）が、1975-77年に続編が、初期の日記・断章や戦後分も入れ出版された（正＋続併せ全17巻、各・勁草書房）。
日本文学研究者ドナルド・キーンは、戦時中の文学者の日記を分析した『日本人の戦争 作家の日記を読む』（角地幸男 訳、文藝春秋、2009年、のち文春文庫）で研究対象としている。